# کریس چیلتون
کریس چیلتون (انگلیسی: Chris Chilton; ۲۵ ژوئن ۱۹۴۳ – ۲۰ مهٔ ۲۰۲۱) بازیکن فوتبال اهل بریتانیا بود.
از باشگاه‌هایی که در آن بازی کرده‌است می‌توان به باشگاه فوتبال هال سیتی و باشگاه فوتبال کاونتری سیتی اشاره کرد.